# 大国寺 (飛騨市)
大国寺(たいこくじ)は岐阜県飛騨市神岡町西にある阿弥陀如来を本尊とする浄土真宗本願寺派の寺院で、山号は宝野山。常蓮寺と共に飛騨国最古の浄土真宗寺院である。
大国寺の前身は天山を開山とする宝林山円通寺と呼ばれる天台宗の寺院で、5世住持の寛山の代に兵火により堂宇を失った。寛山は京の比叡山に上り経典を管理する蔵主となったが、覚如上人に帰依して明通を名乗った。正和元年（1312年）に明通和尚は飛騨国教化の任を与えられ、円通寺跡に草庵を結んだ。嘉暦元年（1326年）に教化の功績が認められて覚如上人より方便法身尊像と明智房の号を授けられている。江戸時代に入り、慶長18年（1613年）に本山から本尊と大国寺の寺号を付与された。さらに、元禄7年に現在地へ寺基を移している。享保19年（1734年）に11世明甫が示寂して一時無住となり荒廃するが、寛保2年（1742年）に12世明秀が本堂を再建して中興開祖と崇敬された。安政5年（1858年）、16世住持大慶の許に二条家から奇姫が輿入れし、その際に久隅守景の農耕図屏風がもたらされた。これは江戸時代前期の優品で、岐阜県の文化財に指定されている。